# Федин, Василий Максимович
Василий Максимович Федин(род. в 1941) — советский хозяйственный, государственный и политический деятель, член Союза писателей России, доктор исторических наук, подполковник запаса.

## Биография
Родился в 1941 году в селе Вязовка Саратовской области. Член ВКП(б).
С 1956 года — на хозяйственной, общественной и политической работе. В 1956—2001 гг. — учащийся Саратовского геолого-разведочного техникума, проходил военную службу в топографическом отряде на одном из участков будущей Байкало-Амурской магистрали, первый секретарь Тамбовского райкома ВЛКСМ Амурской области, на руководящих должностях при строительстве БАМ, второй секретарь Амурского обкома КПСС (в 1984–1985), заместитель директора АОН при ЦК КПСС, в аппарате ЦК КПСС, в Конгрессе российских деловых кругов, работник Миннаца РФ, в Международном фонде экономических и социальных реформ.
Избирался депутатом Верховного Совета РСФСР 11-го созыва.